# Wilkins-Nunatak
Der Wilkins-Nunatak ist ein Nunatak nahe der Ruppert-Küste des westantarktischen Marie-Byrd-Lands. Er ragt als nördlichster von drei Nunatakkern, die anderen sind der Bailey- und der Partridge-Nunatak, 10 km südwestlich der Ickes Mountains auf.
Der United States Geological Survey kartierte ihn anhand von Luftaufnahmen der United States Navy und eigener Vermessungen zwischen 1959 und 1965. Das Advisory Committee on Antarctic Names benannte ihn 1966 nach Melvin L. Wilkins, Quartiermeister auf dem Eisbrecher USS Glacier, der zwischen 1961 und 1962 vor der Ruppert-Küste operierte.